# Lech Kowalski
Lech Kowalski (ur. 17 stycznia 1961 w Rypinie) – polski lekkoatleta, sześciokrotny Mistrz Polski w rzucie młotem.

## Kariera
Swoją karierę młociarską rozpoczynał w Zrywie Toruń w roku 1975. Później związał się z Olimpią Grudziądz, z którą zdobywał tytuły mistrzowskie na Ogólnopolskiej Spartakiadzie Młodzieży w latach 1977-1978, odpowiednio w kategoriach juniorów młodszych i starszych. Na czas służby wojskowej zrzeszył się w bydgoskiej Zawiszy, potem jednak powrócił do Olimpii, z której przeniósł się do Stali Mielec. Z tym ostatnim klubem osiągał największe sportowe sukcesy, ośmiokrotnie stając na podium Mistrzostw Polski (sześciokrotnie na jego najwyższym stopniu) i reprezentując Polskę na różnych imprezach międzynarodowych.
Odnosi sukcesy w rywalizacji weteranów.

## Rekordy życiowe
- rzut młotem – 75,98 m (9 lipca 1992, Mielec) – 12. wynik w historii polskiej lekkoatletyki[2]